# Elecciones generales de Turquía de 1983
Unas elecciones generales se llevaron a cabo en Turquía el 6 de noviembre de 1983, con una participación del 92.26%. Fueron realizadas durante la dictadura militar de Kenan Evren, estando ilegalizados todos los partidos políticos existentes antes del golpe militar de 1980. El Partido Republicano del Pueblo concurrió como Partido del Pueblo, y el Partido de la Justicia, como Partido de la Madre Patria. Este último obtuvo la victoria con una mayoría absoluta de 211 escaños sobre 399 (originalmente había ganado 212 de 400, pero el diputado electo fue anulado por la dictadura). El nuevo gobierno, dirigido por Turgut Özal, asumió sus funciones el 9 de noviembre. Se considera que la victoria del ANAP causó un rápido cambio en la sociedad turca y en la estructura política del país.
El Partido Popular (HP) fue la continuación del antiguo CHP y fue el único participante de izquierda en las elecciones.  El Partido Democracia Nacionalista fue fundado por la junta militar de la época, mientras que el Partido de la Madre Patria fue visto como el sucesor del Partido de la Justicia (AP) por algunos círculos, pero Süleyman Demirel, el líder de AP, más tarde formaría el DYP para desafiar al Partido de la Madre Patria de Turgut Özal.

## Resultados
|  | 45.14 % |

|  | 30.46 % |

|  | 23.27 % |

|  | 1.13 % |

|  | 95.14 % |

|  | 4.86 % |

|  | 100.0 % |

|  | 92.26 % |